# I liga argentyńska w piłce nożnej (1962)
Mistrzem Argentyny w roku 1962 został klub Boca Juniors, a wicemistrzem Argentyny klub River Plate.
Do drugiej ligi spadły dwa ostatnie kluby w tabeli spadkowej – Ferro Carril Oeste i CA Argentino de Quilmes. Na ich miejsce awansował z drugiej ligi jeden klub – CA Banfield. Pierwsza liga została zmniejszona z 15 do 14 klubów.
Do Copa Libertadores 1963 zakwalifikował się tylko mistrz Argentyny Boca Juniors.

## Primera División

### Kolejka 1
| Data          | Mecz |
| ------------- | --- |
| 25 marca 1962 | Boca Juniors – Chacarita Juniors 2:1 Norberto Menéndez (2) - Eduardo Restivo                                                     |
| 25 marca 1962 | Estudiantes La Plata – River Plate 1:3 Alberto Sainz s - Luis Artime (2), Vladem Lázaro Ruiz Quevedo “Delem”                     |
| 25 marca 1962 | CA Argentino de Quilmes – Independiente 2:3 Ángel Del Moro, Rubén Porporatto - Edgardo D’Ascenzo, Alcides Silveira, Oscar Romero |
| 25 marca 1962 | Racing Club de Avellaneda – Rosario Central 0:1 César Menotti                                                                    |
| 25 marca 1962 | CA Huracán – Vélez Sarsfield 4:0 Ernesto Juárez (2), Pedro Medina, Jesús Roldán                                                  |
| 25 marca 1962 | Argentinos Juniors – Atlanta Buenos Aires 2:1 Martín Canseco, Juan C. Oleniak - Antonio Poggi                                    |
| 25 marca 1962 | Ferro Carril Oeste – San Lorenzo de Almagro 1:0 Alfredo González                                                                 |

### Kolejka 2
| Data            | Mecz |
| --------------- | --- |
| 1 kwietnia 1962 | Independiente – Boca Juniors 1:1 Luis E. Suárez - Ernesto Grillo                                                                              |
| 1 kwietnia 1962 | San Lorenzo de Almagro – Argentinos Juniors 2:2 Héctor Facundo, José F. Sanfilippo - Alberto Mariotti s, Martín Canseco (k)                   |
| 1 kwietnia 1962 | Gimnasia y Esgrima La Plata – Racing Club de Avellaneda 2:0 Eliseo Prado, Norberto Anido s                                                    |
| 1 kwietnia 1962 | Atlanta Buenos Aires – CA Huracán 0:1 Carlos A. Arredondo (k) mecz rozegrany został na stadionie klubu River Plate                            |
| 1 kwietnia 1962 | Vélez Sarsfield – CA Argentino de Quilmes 2:1 Orlando Benedetto, José Yudica (k) - José Carreño                                               |
| 1 kwietnia 1962 | Chacarita Juniors – Estudiantes La Plata 3:0 Osvaldo Tornesi (2), Manuel Castillo s                                                           |
| 2 kwietnia 1962 | Rosario Central – Ferro Carril Oeste 1:1 Miguel A. Juárez - Alfredo González mecz rozegrany został na stadionie klubu Central Córdoba Rosario |

### Kolejka 3
| Data            | Mecz |
| --------------- | --- |
| 8 kwietnia 1962 | Boca Juniors – Vélez Sarsfield 4:1 Pedro Callá, Paulo Valentim (2, 1k), Reynaldo Volken s - Juan A. Pastorini                                  |
| 8 kwietnia 1962 | CA Huracán – San Lorenzo de Almagro 1:0 Ernesto Juárez                                                                                         |
| 8 kwietnia 1962 | Estudiantes La Plata – Independiente 0:3 Oscar Romero (2), Edgardo D’Ascenzo                                                                   |
| 8 kwietnia 1962 | CA Argentino de Quilmes – Atlanta Buenos Aires 1:2 Guillermo Lorenzo - Jorge H. Fernández (2)                                                  |
| 8 kwietnia 1962 | Argentinos Juniors – Rosario Central 3:3 Martín Canseco (k), Juan C. Oleniak, Ricardo Ramaciotti (k) - César Menotti (2), Enrique S. Fernández |
| 8 kwietnia 1962 | Chacarita Juniors – River Plate 2:2 Eduardo Restivo, Carlos Diego - Juan C. Sarnari, Ermindo Onega                                             |
| 8 kwietnia 1962 | Ferro Carril Oeste – Gimnasia y Esgrima La Plata 1:1 Alfredo González - Oscar Gómez Sánchez                                                    |

### Kolejka 4
| Data             | Mecz |
| ---------------- | --- |
| 15 kwietnia 1962 | Atlanta Buenos Aires – Boca Juniors 0:1 Paulo Valentim mecz rozegrany został na stadionie klubu CA Huracán         |
| 15 kwietnia 1962 | River Plate – Racing Club de Avellaneda 1:2 Vladem Lázaro Ruiz Quevedo “Delem” - Raúl O. Belén, Pedro Mansilla     |
| 15 kwietnia 1962 | San Lorenzo de Almagro – CA Argentino de Quilmes 1:0 José F. Sanfilippo                                            |
| 15 kwietnia 1962 | Independiente – Chacarita Juniors 0:0                                                                              |
| 15 kwietnia 1962 | Gimnasia y Esgrima La Plata – Argentinos Juniors 1:3 Eliseo Prado - Juan C. Oleniak (2), Juan C. Lallana           |
| 15 kwietnia 1962 | Vélez Sarsfield – Estudiantes La Plata 5:2 Rubén Fernández (3), Jorge R. Solari (2) - Héctor Berón, Miguel A. Ruiz |
| 15 kwietnia 1962 | Rosario Central – CA Huracán 0:0                                                                                   |

### Kolejka 5
| Data             | Mecz                                                                                             |
| ---------------- | ------------------------------------------------------------------------------------------------ |
| 19 kwietnia 1962 | Boca Juniors – San Lorenzo de Almagro 1:1 Norberto Menéndez - José F. Sanfilippo                 |
| 19 kwietnia 1962 | Independiente – River Plate 2:0 Alberto Dacquarti, Edgardo D’Ascenzo                             |
| 19 kwietnia 1962 | CA Argentino de Quilmes – Rosario Central 1:0 Luis A. Vizzo                                      |
| 19 kwietnia 1962 | Chacarita Juniors – Vélez Sarsfield 1:3 Roberto Brookes - Jorge R. Solari (2), Daniel Willington |
| 19 kwietnia 1962 | CA Huracán – Gimnasia y Esgrima La Plata 0:2 Héctor Antonio, Alfredo H. Rojas                    |
| 19 kwietnia 1962 | Ferro Carril Oeste – Racing Club de Avellaneda 1:0 Héctor R. Carrasco                            |
| 19 kwietnia 1962 | Estudiantes La Plata – Atlanta Buenos Aires 2:1 Héctor N. Silva (2, 1k) - Julio Nuin (k)         |

### Kolejka 6
| Data            | Mecz |
| --------------- | --- |
| 17 czerwca 1962 | Rosario Central – Boca Juniors 0:0                                                                             |
| 17 czerwca 1962 | Vélez Sarsfield – Independiente 1:1 Daniel Willington (k) - Edgardo D’Ascenzo                                  |
| 17 czerwca 1962 | River Plate – Argentinos Juniors 4:0 Martín Pando, Vladem Lázaro Ruiz Quevedo “Delem” (3)                      |
| 17 czerwca 1962 | Racing Club de Avellaneda – Argentinos Juniors 3:0 Oreste Corbatta, Rubén H. Sosa, Roberto Blanco              |
| 17 czerwca 1962 | San Lorenzo de Almagro – Estudiantes La Plata 2:2 José F. Sanfilippo (2, 1k) - Rubén Koroch, Nilton Da Silva   |
| 17 czerwca 1962 | Atlanta Buenos Aires – Chacarita Juniors 0:0                                                                   |
| 17 czerwca 1962 | Gimnasia y Esgrima La Plata – CA Argentino de Quilmes 3:0 Carlos Rico s, Alfredo H. Rojas, Oscar Gómez Sánchez |

### Kolejka 7
| Data            | Mecz |
| --------------- | --- |
| 24 czerwca 1962 | Boca Juniors – Gimnasia y Esgrima La Plata 1:0 Paulo Valentim (k)                                                    |
| 24 czerwca 1962 | Vélez Sarsfield – River Plate 1:1 José Yudica - Mario Griguol                                                        |
| 24 czerwca 1962 | CA Huracán – Racing Club de Avellaneda 2:1 Jesús Roldán, Juan C. Rodríguez - Pedro Mansilla                          |
| 24 czerwca 1962 | Chacarita Juniors – San Lorenzo de Almagro 4:1 Raúl Savoy (2, 1k), Oscar Martín, Eduardo Restivo - José R. Vázquez s |
| 24 czerwca 1962 | Independiente – Atlanta Buenos Aires 1:1 Edgardo D’Ascenzo - Antonio Poggi                                           |
| 24 czerwca 1962 | Argentinos Juniors – Ferro Carril Oeste 3:1 Martín Canseco, José A. Mesiano, Horacio O. Barrionuevo - Felipe Ribaudo |
| 24 czerwca 1962 | Estudiantes La Plata – Rosario Central 0:2 César Menotti (2)                                                         |

### Kolejka 8
| Data         | Mecz |
| ------------ | --- |
| 1 lipca 1962 | River Plate – Argentinos Juniors 2:0 Mario Griguol, Luis Artime                                                          |
| 1 lipca 1962 | Racing Club de Avellaneda – CA Argentino de Quilmes 2:2 Rubén H. Sosa, Raúl O. Belén - Ángel Del Moro, Monteiro          |
| 1 lipca 1962 | San Lorenzo de Almagro – Independiente 1:4 José F. Sanfilippo (k) - Walter Jiménez, Edgardo D’Ascenzo (2), Ramón Abeledo |
| 1 lipca 1962 | Gimnasia y Esgrima La Plata – Estudiantes La Plata 0:1 Miguel A. Ruiz                                                    |
| 1 lipca 1962 | Ferro Carril Oeste – CA Huracán 0:0                                                                                      |
| 1 lipca 1962 | Rosario Central – Chacarita Juniors 2:1 Elio Montaño, Ricardo F. Giménez - Eduardo Restivo                               |
| 1 lipca 1962 | Atlanta Buenos Aires – Vélez Sarsfield 1:0 Julio Nuin (k)                                                                |

### Kolejka 9
| Data         | Mecz |
| ------------ | --- |
| 8 lipca 1962 | Boca Juniors – Racing Club de Avellaneda 3:0 Juan J. Pizzuti, Paulo Valentim, Norberto Menéndez         |
| 8 lipca 1962 | Atlanta Buenos Aires – River Plate 0:1 Vladem Lázaro Ruiz Quevedo “Delem”                               |
| 8 lipca 1962 | Vélez Sarsfield – San Lorenzo de Almagro 1:3 Rubén Fernández - José F. Sanfilippo (3)                   |
| 8 lipca 1962 | Independiente – Rosario Central 0:1 Ricardo F. Giménez                                                  |
| 8 lipca 1962 | CA Argentino de Quilmes – Ferro Carril Oeste 3:1 Jacinto Merayo, Milton Dos Santos (2) - Felipe Ribaudo |
| 8 lipca 1962 | CA Huracán – Argentinos Juniors 3:0 Ernesto Juárez (k), Juan C. Rodríguez, Jesús Roldán                 |
| 8 lipca 1962 | Chacarita Juniors – Gimnasia y Esgrima La Plata 1:2 Eduardo Restivo - Diego Bayo (2)                    |

### Kolejka 10
| Data          | Mecz |
| ------------- | --- |
| 22 lipca 1962 | Ferro Carril Oeste – Boca Juniors 0:1 Juan J. Pizzuti                                                                              |
| 22 lipca 1962 | Gimnasia y Esgrima La Plata – Independiente 4:2 Alfredo H. Rojas (2), Oscar Gómez Sánchez (2) - Alberto Dacquarti, Tomás Rolan (k) |
| 22 lipca 1962 | San Lorenzo de Almagro – Atlanta Buenos Aires 3:1 José F. Sanfilippo (2, 1k), Raúl Páez - Jorge Fernández                          |
| 22 lipca 1962 | River Plate – CA Huracán 1:1 Luis Artime - Pedro Medina                                                                            |
| 22 lipca 1962 | Racing Club de Avellaneda – Estudiantes La Plata 2:0 Juan C. Cattáneo, Oreste Corbatta (k)                                         |
| 22 lipca 1962 | Argentinos Juniors – CA Argentino de Quilmes 1:1 Juan Tamburrino - Luis A. Vizzo                                                   |
| 22 lipca 1962 | Rosario Central – Vélez Sarsfield 1:1 César Menotti - Reynaldo Volken                                                              |

### Kolejka 11
| Data          | Mecz |
| ------------- | --- |
| 29 lipca 1962 | Boca Juniors – Argentinos Juniors 2:1 Paulo Valentim (2) - Martín Canseco (k)                                 |
| 29 lipca 1962 | San Lorenzo de Almagro – River Plate 1:3 Omar H. García - Luis Artime (2), Vladem Lázaro Ruiz Quevedo “Delem” |
| 29 lipca 1962 | CA Argentino de Quilmes – CA Huracán 2:2 Ángel Del Moro (2, 1k) - Jesús Roldán (2)                            |
| 29 lipca 1962 | Chacarita Juniors – Racing Club de Avellaneda 1:1 Roberto Brookes - Eduardo Curia                             |
| 29 lipca 1962 | Vélez Sarsfield – Gimnasia y Esgrima La Plata 2:2 Jorge R. Solari (2) - Alfredo H. Rojas, Luis Ciaccia        |
| 29 lipca 1962 | Estudiantes La Plata – Ferro Carril Oeste 1:3 Juan C. Rulli - Manuel López, Antonio Garabal, ?                |
| 29 lipca 1962 | Atlanta Buenos Aires – Rosario Central 1:2 Jorge Fernández - Ricardo F. Giménez, César Menotti                |

### Kolejka 12
| Data            | Mecz |
| --------------- | --- |
| 5 sierpnia 1962 | CA Huracán – Boca Juniors 1:1 Ernesto Juárez (k) - Paulo Valentim                                                                   |
| 5 sierpnia 1962 | Racing Club de Avellaneda – Independiente 2:2 Raúl O. Belén, Jaime Ramírez - Edgardo D’Ascenzo, Tomás Rolan                         |
| 5 sierpnia 1962 | Rosario Central – San Lorenzo de Almagro 3:0 Juan A. Ríos s, Ricardo F. Giménez, César Menotti                                      |
| 5 sierpnia 1962 | River Plate – CA Argentino de Quilmes 4:0 Vladem Lázaro Ruiz Quevedo “Delem”, Luis Artime (3)                                       |
| 5 sierpnia 1962 | Gimnasia y Esgrima La Plata – Atlanta Buenos Aires 2:0 Alfredo H. Rojas, Oscar Gómez Sánchez                                        |
| 5 sierpnia 1962 | Ferro Carril Oeste – Chacarita Juniors 2:1 Ramiro Blacutt, Wilfredo Camacho - Mario Rodríguez                                       |
| 5 sierpnia 1962 | Argentinos Juniors – Estudiantes La Plata 3:3 Roberto Puppo, Juan C. Lallana (2) - Osvaldo Bentivegna, Miguel A. Ruiz, Héctor Berón |

### Kolejka 13
| Data             | Mecz |
| ---------------- | --- |
| 12 sierpnia 1962 | Boca Juniors – CA Argentino de Quilmes 5:1 Osvaldo Nardiello, Paulo Valentim (3), Norberto Menéndez - Monteiro |
| 12 sierpnia 1962 | Vélez Sarsfield – Racing Club de Avellaneda 2:2 José Yudica, Rubén Fernández - Juan C. Mesías, Rubén H. Sosa   |
| 19 sierpnia 1962 | Rosario Central – River Plate 0:1 Vladem Lázaro Ruiz Quevedo “Delem”                                           |
| 19 sierpnia 1962 | San Lorenzo de Almagro – Gimnasia y Esgrima La Plata 0:0                                                       |
| 19 sierpnia 1962 | Estudiantes La Plata – CA Huracán 0:0                                                                          |
| 19 sierpnia 1962 | Independiente – Ferro Carril Oeste 4:0 Raúl Rodríguez s, Jorge A. Vázquez, Raúl Bernao (2)                     |
| 19 sierpnia 1962 | Chacarita Juniors – Argentinos Juniors 2:0 Mario Rodríguez, Roberto Brookes                                    |

### Kolejka 14
| Data             | Mecz                                                                                                   |
| ---------------- | --- |
| 26 sierpnia 1962 | River Plate – Boca Juniors 3:1 Luis Artime (2), Vladem Lázaro Ruiz Quevedo “Delem” - Paulo Valentim    |
| 26 sierpnia 1962 | Gimnasia y Esgrima La Plata – Rosario Central 1:1 Diego Bayo - César Menotti (k)                       |
| 26 sierpnia 1962 | Argentinos Juniors – Independiente 0:2 Raúl Bernao (2)                                                 |
| 26 sierpnia 1962 | Racing Club de Avellaneda – Atlanta Buenos Aires 0:1 Eduardo Balassanian                               |
| 26 sierpnia 1962 | Ferro Carril Oeste – Vélez Sarsfield 1:3 Osvaldo Biaggio - Daniel Willington (2, 1k), Raúl Rodríguez s |
| 26 sierpnia 1962 | CA Argentino de Quilmes – Estudiantes La Plata 1:1 Milton Dos Santos - Osvaldo Bentivegna              |
| 26 sierpnia 1962 | CA Huracán – Chacarita Juniors 0:1 Mario Rodríguez                                                     |

### Kolejka 15
| Data             | Mecz |
| ---------------- | --- |
| 28 sierpnia 1962 | Estudiantes La Plata – Boca Juniors 1:2 Héctor Berón - Ernesto Grillo, Héctor Pueblas                                 |
| 29 sierpnia 1962 | San Lorenzo de Almagro – Racing Club de Avellaneda 0:2 Pedro Mansilla, Pedro Marchetta                                |
| 2 września 1962  | River Plate – Gimnasia y Esgrima La Plata 0:2 Alfredo H. Rojas, Eliseo Prado                                          |
| 2 września 1962  | Independiente – CA Huracán 1:0 Luis E. Suárez                                                                         |
| 2 września 1962  | Vélez Sarsfield – Argentinos Juniors 1:3 Miguel A. Basílico - Juan C. Oleniak, Roberto Parodi, Horacio O. Barrionuevo |
| 2 września 1962  | Chacarita Juniors – CA Argentino de Quilmes 1:0 Osvaldo Tornesi                                                       |
| 2 września 1962  | Atlanta Buenos Aires – Ferro Carril Oeste 1:1 Norberto Conde - Felipe Ribaudo                                         |

### Kolejka 16
| Data            | Mecz |
| --------------- | --- |
| 9 września 1962 | Chacarita Juniors – Boca Juniors 0:0                                                                          |
| 9 września 1962 | Vélez Sarsfield – CA Huracán 1:2 Miguel A. Basílico - Adalberto Marchesse, Francisco Bramuglia s              |
| 9 września 1962 | Independiente – CA Argentino de Quilmes 4:0 Alberto Dacquarti, Tomás Rolan, Edgardo D’Ascenzo (2)             |
| 9 września 1962 | Rosario Central – Racing Club de Avellaneda 0:1 Raúl O. Belén                                                 |
| 9 września 1962 | River Plate – Estudiantes La Plata 2:2 Vladem Lázaro Ruiz Quevedo “Delem”, Luis Artime - Rubén Koroch (2)     |
| 9 września 1962 | San Lorenzo de Almagro – Ferro Carril Oeste 3:2 Félix Leeb, José F. Sanfilippo (2) - Alfredo González (2, 1k) |
| 9 września 1962 | Atlanta Buenos Aires – Argentinos Juniors 0:1 José Mesiano                                                    |

### Kolejka 17
| Data             | Mecz |
| ---------------- | --- |
| 25 września 1962 | Racing Club de Avellaneda – Gimnasia y Esgrima La Plata 1:3 Rubén H. Sosa - Alfredo H. Rojas (2), Diego Bayo (k)     |
| 25 września 1962 | Argentinos Juniors – San Lorenzo de Almagro 1:1 Horacio O. Barrionuevo - José F. Sanfilippo                          |
| 26 września 1962 | Boca Juniors – Independiente 0:0                                                                                     |
| 26 września 1962 | Estudiantes La Plata – Chacarita Juniors 2:2 Héctor N. Silva (k), Héctor Berón - Eduardo Restivo, Carlos Diego       |
| 26 września 1962 | CA Argentino de Quilmes – Vélez Sarsfield 2:2 Milton Dos Santos, Ángel Del Moro (k) - José Yudica, Daniel Willington |
| 26 września 1962 | Ferro Carril Oeste – Rosario Central 3:2 Alfredo González (2), Antonio Garabal - Enrique Fernández, César Menotti    |
| 26 września 1962 | CA Huracán – Atlanta Buenos Aires 1:4 Adalberto Marchesse - Norberto Conde (2), José L. Luna, Julio Nuin (k)         |

### Kolejka 18
| Data             | Mecz |
| ---------------- | --- |
| 30 września 1962 | Vélez Sarsfield – Boca Juniors 0:1 Víctor Benítez                                                                                            |
| 30 września 1962 | San Lorenzo de Almagro – CA Huracán 2:2 Oscar Rossi (2) - Adalberto Marchesse (2)                                                            |
| 30 września 1962 | River Plate – Chacarita Juniors 1:0 Luis Artime                                                                                              |
| 30 września 1962 | Gimnasia y Esgrima La Plata – Ferro Carril Oeste 5:2 Alfredo H. Rojas (3), Héctor Antonio, Diego Bayo (k) - Felipe Ribaudo, Alfredo González |
| 30 września 1962 | Independiente – Estudiantes La Plata 2:1 Edgardo D’Ascenzo, Jorge A. Vázquez - Juan C. Rulli                                                 |
| 30 września 1962 | Atlanta Buenos Aires – CA Argentino de Quilmes 1:0 Walter Roque                                                                              |
| 30 września 1962 | Rosario Central – Argentinos Juniors 4:2 César Menotti (2), José A. Carbone, Miguel A. Juárez - Juan C. Oleniak, Roberto Puppo               |

### Kolejka 19
| Data                | Mecz |
| ------------------- | --- |
| 7 października 1962 | Boca Juniors – Atlanta Buenos Aires 1:0 Paulo Valentim                                                                                             |
| 7 października 1962 | Racing Club de Avellaneda – River Plate 2:6 Pedro Marchetta (2) - Vladislao Cap, Luis Artime (3), Martín Pando, Vladem Lázaro Ruiz Quevedo “Delem” |
| 7 października 1962 | Argentinos Juniors – Gimnasia y Esgrima La Plata 0:2 Luis Ciaccia, Diego Bayo                                                                      |
| 7 października 1962 | Chacarita Juniors – Independiente 3:0 Osvaldo Tornesi (3)                                                                                          |
| 7 października 1962 | CA Huracán – Rosario Central 2:1 Adalberto Marchesse, Emilio Melón - Mario Bariotti                                                                |
| 7 października 1962 | Estudiantes La Plata – Vélez Sarsfield 1:1 Rubén Koroch - Rubén Fernández                                                                          |
| 7 października 1962 | CA Argentino de Quilmes – San Lorenzo de Almagro 0:4 Raúl O. Pérez (3), José F. Sanfilippo                                                         |

### Kolejka 20
| Data                 | Mecz                                                                                                   |
| -------------------- | --- |
| 12 października 1962 | San Lorenzo de Almagro – Boca Juniors 2:2 José F. Sanfilippo (2) - Antonio Rattín, Alberto M. González |
| 12 października 1962 | River Plate – Independiente 4:1 Luis Artime (3), Roberto Frojuelo “Roberto” - Marcelo Etchegaray s     |
| 12 października 1962 | Racing Club de Avellaneda – Ferro Carril Oeste 1:1 Raúl Noguera - Felipe Ribaudo                       |
| 12 października 1962 | Vélez Sarsfield – Chacarita Juniors 0:2 Osvaldo Tornesi, Mario Rodríguez                               |
| 12 października 1962 | Rosario Central – CA Argentino de Quilmes 2:0 Miguel A. Juárez, César Menotti                          |
| 12 października 1962 | Atlanta Buenos Aires – Estudiantes La Plata 2:0 Norberto Conde (2)                                     |
| 12 października 1962 | Gimnasia y Esgrima La Plata – CA Huracán 1:0 Oscar Gómez Sánchez                                       |

### Kolejka 21
| Data                 | Mecz                                                                                          |
| -------------------- | --------------------------------------------------------------------------------------------- |
| 14 października 1962 | Boca Juniors – Rosario Central 0:2 Sebastián García, Miguel A. Juárez                         |
| 14 października 1962 | CA Argentino de Quilmes – Gimnasia y Esgrima La Plata 0:2 Alfredo H. Rojas, Diego Bayo        |
| 14 października 1962 | Ferro Carril Oeste – River Plate 0:0                                                          |
| 14 października 1962 | Independiente – Vélez Sarsfield 0:0                                                           |
| 14 października 1962 | Chacarita Juniors – Atlanta Buenos Aires 1:2 Raúl Savoy - Mario Griguol, Jorge Fernández      |
| 14 października 1962 | Argentinos Juniors – Racing Club de Avellaneda 0:0                                            |
| 14 października 1962 | Estudiantes La Plata – San Lorenzo de Almagro 3:0 Miguel A. Ruiz, Adolfo Bielli, Rubén Koroch |

### Kolejka 22
| Data                 | Mecz |
| -------------------- | --- |
| 21 października 1962 | Gimnasia y Esgrima La Plata – Boca Juniors 2:0 Luis Ciaccia, Antonio Rattín s                                                                 |
| 21 października 1962 | River Plate – Vélez Sarsfield 4:1 Vladem Lázaro Ruiz Quevedo “Delem” (2, 2k), Juan C. Sarnari, Martín Pando - Orlando Benedetto               |
| 21 października 1962 | Atlanta Buenos Aires – Independiente 0:0 |
| 21 października 1962 | Racing Club de Avellaneda – CA Huracán 2:1 Rubén H. Sosa (2) - Adalberto Marchesse                                                            |
| 21 października 1962 | San Lorenzo de Almagro – Chacarita Juniors 5:2 Pedro Prospitti, Héctor Facundo, José F. Sanfilippo (3, 2k) - Mario Rodríguez, Roberto Brookes |
| 21 października 1962 | Rosario Central – Estudiantes La Plata 2:2 Miguel A. Juárez, Alejo Medina - Federico Horster, Miguel A. Ruiz                                  |
| 21 października 1962 | Ferro Carril Oeste – Argentinos Juniors 2:4 F. García, Manuel López - Juan C. Lallana (2), Hugo D’Ambrosio, Juan C. Oleniak                   |

### Kolejka 23
| Data                 | Mecz |
| -------------------- | --- |
| 28 października 1962 | Independiente – San Lorenzo de Almagro 2:1 José Soares dos Santos “Dos Santos”, Jorge A. Vázquez - Raúl O. Pérez                                                                          |
| 28 października 1962 | Argentinos Juniors – River Plate 2:3 Martín Canseco (2, 1k) - Vladem Lázaro Ruiz Quevedo “Delem”, Luis Artime, Martín Pando mecz rozegrany został na stadionie klubu Atlanta Buenos Aires |
| 28 października 1962 | Estudiantes La Plata – Gimnasia y Esgrima La Plata 0:2 Alfredo H. Rojas (2) |
| 28 października 1962 | CA Argentino de Quilmes – Racing Club de Avellaneda 1:1 Ángel Del Moro - Rubén H. Sosa |
| 28 października 1962 | CA Huracán – Ferro Carril Oeste 1:1 Emilio Melón - Osvaldo Baggio |
| 28 października 1962 | Vélez Sarsfield – Atlanta Buenos Aires 1:3 Daniel Willington - Juan A. Castro (2), Mario Bonczuk                                                                                          |
| 28 października 1962 | Chacarita Juniors – Rosario Central 3:2 Osvaldo Tornesi (k), Mario Rodríguez, Roberto Brookes - José R. Vázquez s, Alejo Medina                                                           |

### Kolejka 24
| Data             | Mecz |
| ---------------- | --- |
| 1 listopada 1962 | Racing Club de Avellaneda – Boca Juniors 0:1 Antonio Rattín                                                                                    |
| 1 listopada 1962 | River Plate – Atlanta Buenos Aires 2:1 Luis Artime, Roberto Frojuelo “Roberto” - Jorge Fernández                                               |
| 1 listopada 1962 | Gimnasia y Esgrima La Plata – Chacarita Juniors 3:1 Alfredo H. Rojas (2), Luis Ciaccia - Raúl Savoy                                            |
| 1 listopada 1962 | Rosario Central – Independiente 2:0 Ricardo F. Giménez, Enrique Fernández                                                                      |
| 1 listopada 1962 | Ferro Carril Oeste – CA Argentino de Quilmes 2:0 Osvaldo Biaggio, Antonio Garabal                                                              |
| 1 listopada 1962 | Argentinos Juniors – CA Huracán 4:3 Martín Canseco (k), Juan C. Oleniak (2), Roberto Parodi - Ernesto Juárez, Jesús Roldán, Adolfo Sangiovanni |
| 1 listopada 1962 | San Lorenzo de Almagro – Vélez Sarsfield 2:0 Raúl O. Pérez, Pedro Prospitti                                                                    |

### Kolejka 25
| Data             | Mecz |
| ---------------- | --- |
| 4 listopada 1962 | Boca Juniors – Ferro Carril Oeste 3:1 Alberto Mogaburu s, Paulo Valentim, Miguel Pezzi - Alfredo González                    |
| 4 listopada 1962 | CA Huracán – River Plate 2:1 Adalberto Marchesse, Ernesto Juárez - Ermindo Onega                                             |
| 4 listopada 1962 | Independiente – Gimnasia y Esgrima La Plata 1:1 Marcos Conigliaro - Diego Bayo                                               |
| 4 listopada 1962 | Atlanta Buenos Aires – San Lorenzo de Almagro 3:2 Juan C. Carone (2), Rodolfo Betinotti - José F. Sanfilippo (2)             |
| 4 listopada 1962 | Vélez Sarsfield – Rosario Central 0:0                                                                                        |
| 4 listopada 1962 | CA Argentino de Quilmes – Argentinos Juniors 4:2 Ángel Del Moro (2), Luis A. Vizzo (2) - Juan C. Oleniak, Ricardo Ramaciotti |
| 4 listopada 1962 | Estudiantes La Plata – Racing Club de Avellaneda 4:1 Adolfo Bielli (2), Federico Horster (2) - Pedro Marchetta               |

### Kolejka 26
| Data              | Mecz |
| ----------------- | --- |
| 11 listopada 1962 | Argentinos Juniors – Boca Juniors 0:2 Norberto Menéndez, Miguel Pezzi mecz rozegrany został na stadionie klubu Atlanta Buenos Aires                         |
| 11 listopada 1962 | River Plate – San Lorenzo de Almagro 4:1 Juan C. Sarnari, Vladem Lázaro Ruiz Quevedo “Delem” (2), Martín Pando - José F. Sanfilippo                         |
| 11 listopada 1962 | Gimnasia y Esgrima La Plata – Vélez Sarsfield 1:2 Diego Bayo - José Yudica, Néstor Subiat                                                                   |
| 11 listopada 1962 | Racing Club de Avellaneda – Chacarita Juniors 7:3 Rubén H. Sosa (2), Raúl O. Belén, Eduardo Curia (2), Pedro Mansilla (2) - Eduardo Restivo, Raúl Savoy (2) |
| 11 listopada 1962 | Rosario Central – Atlanta Buenos Aires 1:3 César Menotti - Carlos Griguol, Juan A. Castro, Juan C. Carone                                                   |
| 11 listopada 1962 | Ferro Carril Oeste – Estudiantes La Plata 0:0 |
| 11 listopada 1962 | CA Huracán – CA Argentino de Quilmes 4:1 Adalberto Marchesse (3), Carlos Rico s - Ángel Del Moro                                                            |

### Kolejka 27
| Data              | Mecz |
| ----------------- | --- |
| 17 listopada 1962 | San Lorenzo de Almagro – Rosario Central 1:1 Oscar Rossi - César Menotti                                                                  |
| 18 listopada 1962 | Chacarita Juniors – Ferro Carril Oeste 4:3 Osvaldo Tornesi, Mario Rodríguez, Raúl Savoy (2) - Alfredo González (2, 1k), José R. Vázquez s |
| 25 listopada 1962 | Boca Juniors – CA Huracán 3:0 Miguel Pezzi, Norberto Menéndez, Paulo Valentim                                                             |
| 25 listopada 1962 | CA Argentino de Quilmes – River Plate 0:1 Vladem Lázaro Ruiz Quevedo “Delem”                                                              |
| 25 listopada 1962 | Atlanta Buenos Aires – Gimnasia y Esgrima La Plata 4:0 Juan C. Carone, Luis Cardoso (2, 2k), José L. Luna                                 |
| 25 listopada 1962 | Estudiantes La Plata – Argentinos Juniors 3:2 Federico Horster (2), Miguel A. Ruiz - Martín Canseco (k), Juan C. Lallana                  |
| 25 listopada 1962 | Independiente – Racing Club de Avellaneda 0:0                                                                                             |

### Kolejka 28
| Data           | Mecz |
| -------------- | --- |
| 2 grudnia 1962 | CA Argentino de Quilmes – Boca Juniors 0:2 Paulo Valentim (k), Miguel Pezzi                                             |
| 2 grudnia 1962 | River Plate – Rosario Central 3:1 Luis Artime (2), Vladem Lázaro Ruiz Quevedo “Delem” (k) - Enrique Fernández           |
| 2 grudnia 1962 | Gimnasia y Esgrima La Plata – San Lorenzo de Almagro 1:0 Diego Bayo                                                     |
| 2 grudnia 1962 | Ferro Carril Oeste – Independiente 2:4 Osvaldo Biaggio, Felipe Ribaudo - Néstor Rambert (2), Oscar Romero, Raúl Bernao  |
| 2 grudnia 1962 | CA Huracán – Estudiantes La Plata 2:1 Adalberto Marchesse, Héctor Zapa s - Adolfo Bielli                                |
| 2 grudnia 1962 | Racing Club de Avellaneda – Vélez Sarsfield 2:2 Oreste Corbatta, Federico Sacchi - Orlando Benedetto, Juan A. Pastorini |
| 2 grudnia 1962 | Argentinos Juniors – Chacarita Juniors 1:2 Juan C. Lallana - Raúl Savoy, Mario Rodríguez                                |

### Kolejka 29
| Data           | Mecz |
| -------------- | --- |
| 9 grudnia 1962 | Boca Juniors – River Plate 1:0 Paulo Valentim (k)                                                            |
| 9 grudnia 1962 | Atlanta Buenos Aires – Racing Club de Avellaneda 1:1 Carlos Griguol - Raúl O. Belén                          |
| 9 grudnia 1962 | Vélez Sarsfield – Ferro Carril Oeste 2:2 Rodolfo Mascarello, Néstor Subiat - Felipe Ribaudo, Osvaldo Biaggio |
| 9 grudnia 1962 | Chacarita Juniors – CA Huracán 3:1 Eduardo Restivo, Mario Rodríguez (2) - Carlos A. Arredondo                |
| 9 grudnia 1962 | Independiente – Argentinos Juniors 0:0                                                                       |
| 9 grudnia 1962 | Estudiantes La Plata – CA Argentino de Quilmes 1:1 Rubén Koroch - Antonio Villamor                           |
| 9 grudnia 1962 | Rosario Central – Gimnasia y Esgrima La Plata 1:1 Enrique Fernández - Domingo Lejona                         |

### Kolejka 30
| Data            | Mecz |
| --------------- | --- |
| 12 grudnia 1962 | Boca Juniors – Estudiantes La Plata 4:0 (1:0) Widzowie: 37 860 Sędzia: Robert Turner. Bramki: 1:0 Paulo Valentim 9, 2:0 Norberto Menéndez 46, 3:0 Héctor Pueblas 68, 4:0 Paulo Valentim 78 Club Atlético Boca Juniors: Antonio Roma – José María Silvero, Silvio Marzolini, Carmelo Simeone, Antonio Ubaldo Rattín, Orlando Pecanha de Carvalho, Héctor Pueblas, Norberto Menéndez, Paulo Valentim, Miguel Hugo Pezzi, Alberto Mario González. Club Estudiantes de La Plata: Juan Alberto Oleynicki – José Antonio Gutiérrez, Rubén Francisco Cheves, Manuel Oscar Castillo, Daniel Raúl Epeloa, Rafael José Albretch, Federico Horster, Juan Carlos Rulli, Rubén Koroch, Eduardo Raúl Flores, Juan Ramón Verón. |
| 12 grudnia 1962 | Gimnasia y Esgrima La Plata – River Plate 1:4 Diego Bayo (k) - Luis Artime (2), Juan C. Sarnari, Diego Bayo s |
| 12 grudnia 1962 | Racing Club de Avellaneda – San Lorenzo de Almagro 3:0 Federico Sacchi, Eduardo Curia, Rubén H. Sosa |
| 12 grudnia 1962 | Argentinos Juniors – Vélez Sarsfield 6:0 Juan C. Lallana, Juan C. Oleniak, Martín Canseco (3, 2k), Héctor Tambasco |
| 14 grudnia 1962 | CA Huracán – Independiente 0:1 Edgardo D’Ascenzo |
| 15 grudnia 1962 | CA Argentino de Quilmes – Chacarita Juniors 2:6 Rafael García Fierro (k), Antonio Villamor - Mario Rodríguez, Raúl Savoy, Roberto Brookes (2), Eduardo Restivo, Osvaldo Tornesi |
| 15 grudnia 1962 | Ferro Carril Oeste – Atlanta Buenos Aires 0:0 |

### Końcowa tabela sezonu 1962
| Poz | Klub                        | Mecze | Zw | Rem | Por | Pkt | BrZd | BrStr |
| --- | --------------------------- | ----- | -- | --- | --- | --- | ---- | ----- |
| 1   | Boca Juniors                | 28    | 18 | 7   | 3   | 43  | 45   | 18    |
| 2   | River Plate                 | 28    | 18 | 5   | 5   | 41  | 61   | 28    |
| 3   | Gimnasia y Esgrima La Plata | 28    | 16 | 6   | 6   | 38  | 47   | 28    |
| 4   | Independiente               | 28    | 12 | 11  | 5   | 35  | 41   | 27    |
| 5   | Chacarita Juniors           | 28    | 12 | 6   | 10  | 30  | 51   | 44    |
| 6   | Rosario Central             | 28    | 10 | 10  | 8   | 30  | 38   | 31    |
| 7   | Atlanta Buenos Aires        | 28    | 11 | 6   | 11  | 28  | 34   | 28    |
| 8   | CA Huracán                  | 28    | 10 | 8   | 10  | 28  | 36   | 35    |
| 9   | Racing Club de Avellaneda   | 28    | 8  | 10  | 10  | 26  | 39   | 41    |
| 10  | Argentinos Juniors          | 28    | 8  | 7   | 13  | 23  | 46   | 53    |
| 11  | San Lorenzo de Almagro      | 28    | 7  | 8   | 13  | 22  | 39   | 51    |
| 12  | Ferro Carril Oeste          | 28    | 6  | 10  | 12  | 22  | 34   | 52    |
| 13  | CA Vélez Sarsfield          | 28    | 5  | 11  | 12  | 21  | 35   | 55    |
| 14  | Estudiantes La Plata        | 28    | 5  | 10  | 13  | 20  | 34   | 53    |
| 15  | CA Argentino de Quilmes     | 28    | 3  | 7   | 18  | 13  | 26   | 62    |

### Tablica spadkowa na koniec sezonu 1962
Tabela spadkowa zadecydowała o tym, które kluby spadną do drugiej ligi. O kolejności decydowała średnia liczba punktów zdobyta w pierwszej lidze w ostatnich trzech sezonach w przeliczeniu na jeden rozegrany sezon.
| Poz | Klub                        | 1960 | 1961 | 1962 | Średnia |
| --- | --------------------------- | ---- | ---- | ---- | ------- |
| 1   | River Plate                 | 39   | 38   | 41   | 39.33   |
| 2   | Boca Juniors                | 37   | 35   | 43   | 38.33   |
| 3   | Racing Club de Avellaneda   | 37   | 47   | 26   | 36.66   |
| 4   | Independiente               | 41   | 33   | 35   | 36.33   |
| 5   | San Lorenzo de Almagro      | 36   | 40   | 22   | 32.66   |
| 6   | Atlanta Buenos Aires        | 27   | 37   | 28   | 30.66   |
| 7   | Gimnasia y Esgrima La Plata | 25   | 28   | 38   | 30.33   |
| 8   | Chacarita Juniors           | 28   | 31   | 30   | 29.66   |
| 9   | Argentinos Juniors          | 39   | 24   | 23   | 28.66   |
| 10  | CA Vélez Sarsfield          | 33   | 31   | 21   | 28.33   |
| 11  | Rosario Central             | 29   | 23   | 30   | 27.33   |
| 12  | CA Huracán                  | 28   | 25   | 28   | 27.00   |
| 13  | Estudiantes La Plata        | 23   | 22   | 20   | 21.66   |
| 14  | Ferro Carril Oeste          | 19   | 21   | 22   | 20.66   |
| 15  | CA Argentino de Quilmes     | 0    | 0    | 13   | 13.00   |

### Klasyfikacja strzelców bramek 1962
| Gole | Piłkarz             | Klub                        |
| ---- | ------------------- | --------------------------- |
| 25   | Luis Artime         | River Plate                 |
| 23   | José Sanfilippo     | San Lorenzo de Almagro      |
| 19   | Lázaro "Delem" Ruiz | River Plate                 |
| 19   | Paulo Valentim      | Boca Juniors                |
| 17   | Alfredo Rojas       | Gimnasia y Esgrima La Plata |